# Annuloplatidia annulata
Annuloplatidia annulata är en armfotingsart som först beskrevs av Andrew Atkins 1959.  Annuloplatidia annulata ingår i släktet Annuloplatidia och familjen Platidiidae. Inga underarter finns listade i Catalogue of Life.